# Perlak Baroh
Perlak Baroh is een bestuurslaag in het regentschap Pidie van de provincie Atjeh, Indonesië. Perlak Baroh telt 221 inwoners (volkstelling 2010).